# ریزمعنا
یک ریزمعنا (به انگلیسی: Seme) کوچک‌ترین واحد معنایی می‌باشد که در علم معناشناسی قابل تشخیص و تفکیک است. ریزمعنا به یک ویژگی منفرد برای واحدهای معنایی تکمفهوم (به انگلیسی: Sememe) اشاره دارد. بر اساس ریز معنا می‌توان تفاوت بین تکمفهوم‌ها را شناسایی و تعریف کرد. ریزمعنا در واقع محصول فرایندی است که در آن «حداقل عنصر معنایی» استخراج می‌شود. ریزمعناها در «تحلیل‌های ویژگی» و ایجاد «پایگاه‌های شناخت» کاربرد دارند.